# Kabinett Brüning I

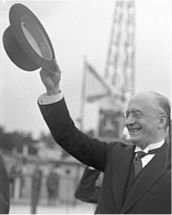
Reichskanzler Heinrich Brüning bei der Verabschiedung des britischen Premierministers Ramsay MacDonald auf dem Flugplatz Tempelhof, Juli 1931

Das Kabinett Brüning I amtierte vom 31. März 1930 bis zum 9. Oktober 1931. Diese Regierung war das erste Präsidialkabinett der Weimarer Republik, geführt vom Zentrumspolitiker Heinrich Brüning. Das Kabinett Brüning I regierte in der 4. Periode des Deutschen Reichstages.

## Vorgeschichte
Nachdem das Kabinett Müller II wohl vordergründig an einer geringfügigen Beitragserhöhung für die Arbeitslosenversicherung zerbrochen war (näherhin: Kabinett Müller II, Bruch der Koalition), ernannte Reichspräsident Hindenburg im März 1930 den Zentrumspolitiker Heinrich Brüning als Nachfolger des Sozialdemokraten Hermann Müller zum Kanzler.

## Präsidialregierung
Bis weit in die bürgerliche Mitte hinein dachte man, dass Koalitionsregierungen zu schwach waren, der Probleme Herr zu werden. Zumindest hatte dies das Kabinett Müller II so gezeigt. Hindenburg ernannte Brüning zum Kanzler „mit dem Vermerk, daß sein Kabinett ohne koalitionsmäßige Bindung zusammenzustellen sei.“
Der Reichskanzler bedurfte nach Artikel 54 der Verfassung jedoch zu seiner Amtsführung des Vertrauens des Reichstages und musste zurücktreten, wenn ihm der Reichstag durch ausdrücklichen Beschluss sein Vertrauen entzog. Nur eine Formalität war die Ernennung des Kanzlers durch den Reichspräsidenten im Artikel 53.
Artikel 48, Abs. 1 der Verfassung sprach jedoch von dem Recht des Präsidenten, ein Land mit Hilfe der bewaffneten Macht dazu anzuhalten, die gesetzlich aufgetragenen Pflichten zu erfüllen. Absatz 2 des Artikels sprach von Maßnahmen zur Wiederherstellung der öffentlichen Sicherheit und Ordnung; Absatz 3 des Artikels davon, dass diese Maßnahmen auf Verlangen des Reichstags außer Kraft zu setzen sind.
Brüning gedachte nun, „mit dem Parlament zu regieren, wenn es zur Mitarbeit bereit war […]; oder aber auf Grund des ausdeutbaren Artikels ohne Parlament zu regieren“: durch (Not-)Verordnungen des Präsidenten, die das Parlament, wenn es denn wünschte, außer Kraft setzten konnte mit der Aussicht auf Neuwahlen. Damit sollte der scheinbar unbeschreitbare Weg einer parlamentarischen Regierung verlassen und auf dem Weg einer präsidialen Regierung weitergeschritten werden.

## Regierungshandeln
Brüning war christlicher Gewerkschafter, aber es mussten die Finanzen saniert werden, was der Schritt zur Währungsreform im Jahr 1923 gelehrt hatte: schmerzliche Herabsetzung der Sozialleistungen, Erhöhung der Steuern, Drosselung der Importe. „Die Löhne würden folgen, dann auch die Preise.“ (Austeritätspolitik)
Brüning brachte ein erstes Bündel von entsprechenden Maßnahmen mit Hilfe der Konservativen und der SPD durch den Reichstag. Dann aber lehnte der Reichstag den von Brüning vorgelegten Reichshaushalt für 1930 (Deckungsmaßnahmen) ab. Nun folgte der scheinbar verfassungsrechtlich mögliche Schlagabtausch:
1. Reichspräsident Hindenburg wandelte auf Brünings Bitte den Gesetzentwurf am 16. Juli in eine Notverordnung zur „Sicherung von Wirtschaft und Finanzen“ um.
2. Daraufhin machte der Reichstag auf Antrag der SPD mit 256 Stimmen von SPD, KPD, NSDAP und DNVP von seinem in Artikel 48 der Weimarer Verfassung festgelegten Recht Gebrauch, eine Notverordnung abzulehnen.
3. Weil die Reichstagskonstellation damit auch die Minderheitsregierung von Brüning scheitern ließ, bat Kanzler Brüning daraufhin Präsident Hindenburg, den Reichstag aufzulösen und Neuwahlen anzusetzen.

Um weitere Parlamentsauflösungen zu verhindern, beschloss die SPD, die Regierung Brüning künftig zu tolerieren, nachdem Brüning intensive Gespräche mit der SPD geführt hatte mit dem Hinweis, die nächsten Neuwahlen würden noch verheerender für die Demokratie in Deutschland ausfallen. (Eben hatte die NSDAP 18,3 % der Wählerstimmen erreicht, bei der nächsten Wahl im Juli 1932 sollte sie 37,3 % erzielen.)
Die Sozialdemokraten mussten Notverordnungen parlamentarisch passieren lassen, die viel härter für die Arbeiterschaft waren „als jene, um derentwillen sie im Frühjahr die letzte parlamentarische Koalition gesprengt hatten.“ Kommunisten oder Nationalsozialisten stellten immer einen Antrag auf Aufhebung einer Notverordnung. Jedes Mal wurde dies mit den Stimmen der Regierungsparteien und der SPD abgelehnt.

## Ende des Kabinetts Brüning I
Nachdem am 5. September 1931 die Bestrebung gescheitert war, eine deutsch-österreichische Zollunion zu gründen und Außenminister Curtius deswegen zurückgetreten war, war Brüning außer Schleicher und Hindenburg auch dafür, eine rechtsgerichtetere Politik zu gestalten. Nachdem Brüning Hindenburg versprochen hatte, deutlich konservativere Minister zu berufen, die parteipolitisch nicht so gebunden und weder katholisch noch links sein sollten, nahm Hindenburg den Rücktritt der Regierung Brüning an und beauftragte Brüning gleichzeitig mit der Regierungsneubildung.

## Kabinettsliste

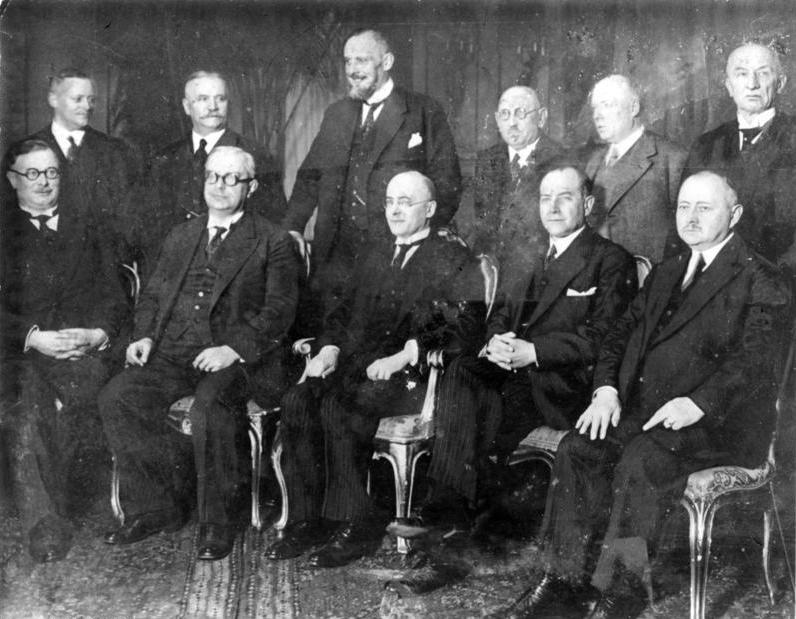
Von links sitzend: Joseph Wirth (Inneres), Hermann Robert Dietrich (Wirtschaft), Heinrich Brüning (Reichskanzler), Julius Curtius (Äußeres), Georg Schätzel (Post), stehend: Gottfried Reinhold Treviranus (Besetzte Gebiete), Martin Schiele (Landwirtschaft), Johannes Viktor Bredt (Justiz), Adam Stegerwald (Arbeit), Paul Moldenhauer (Finanzen), Theodor von Guérard (Verkehr). Nicht im Bild: Reichswehrminister Wilhelm Groener

| Kabinett Brüning I 31. März 1930 bis 9. Oktober 1931 | Kabinett Brüning I 31. März 1930 bis 9. Oktober 1931                            | Kabinett Brüning I 31. März 1930 bis 9. Oktober 1931                                                  | Kabinett Brüning I 31. März 1930 bis 9. Oktober 1931 | Kabinett Brüning I 31. März 1930 bis 9. Oktober 1931 |
| ---------------------------------------------------- | ------------------------------------------------------------------------------- | --- | ---------------------------------------------------- | ---------------------------------------------------- |
| Reichskanzler                                        |                                                                                 | Heinrich Brüning                                                                                      |                                                      | Zentrum                                              |
| Vizekanzler                                          |                                                                                 | Hermann Dietrich                                                                                      |                                                      | DDP/Deutsche Staatspartei                            |
| Auswärtiges Amt                                      |                                                                                 | Julius Curtius                                                                                        |                                                      | DVP                                                  |
| Inneres                                              |                                                                                 | Joseph Wirth                                                                                          |                                                      | Zentrum                                              |
| Finanzen                                             |                                                                                 | Paul Moldenhauer bis 20. Juni 1930                                                                    |                                                      | DVP                                                  |
| Finanzen                                             |                                                                                 | Heinrich Brüning vom 20. Juni 1930 bis zum 26. Juni 1930 Mit der Wahrnehmung der Geschäfte beauftragt |                                                      | Zentrum                                              |
| Finanzen                                             |                                                                                 | Hermann Dietrich                                                                                      |                                                      | DDP                                                  |
| Wirtschaft                                           |                                                                                 | Hermann Dietrich bis 26. Juni 1930                                                                    |                                                      | DDP                                                  |
| Wirtschaft                                           | Staatssekretär Ernst Trendelenburg Mit der Wahrnehmung der Geschäfte beauftragt | |                                                      | DDP                                                  |
| Arbeit                                               |                                                                                 | Adam Stegerwald                                                                                       |                                                      | Zentrum                                              |
| Justiz                                               |                                                                                 | Johann Viktor Bredt bis 5. Dezember 1930                                                              |                                                      | WP                                                   |
| Justiz                                               |                                                                                 | Staatssekretär Curt Joël Mit der Wahrnehmung der Geschäfte beauftragt                                 |                                                      | parteilos                                            |
| Reichswehr                                           |                                                                                 | Wilhelm Groener                                                                                       |                                                      | parteilos                                            |
| Post                                                 |                                                                                 | Georg Schätzel                                                                                        |                                                      | BVP                                                  |
| Verkehr                                              |                                                                                 | Theodor von Guérard                                                                                   |                                                      | Zentrum                                              |
| Ernährung und Landwirtschaft                         |                                                                                 | Martin Schiele                                                                                        |                                                      | DNVP bis 22. Juli 1930                               |
| Ernährung und Landwirtschaft                         | CNBL                                                                            | Martin Schiele                                                                                        |                                                      |                                                      |
| Besetzte Gebiete                                     |                                                                                 | Gottfried Treviranus bis 30. September 1930                                                           |                                                      | KVP                                                  |
| Ohne Geschäftsbereich                                |                                                                                 | Gottfried Treviranus ab 1. Oktober 1930                                                               |                                                      | KVP                                                  |